# I Tusann de Milan
I Tusann de Milan (in italiano Le ragazze di Milano) è una canzone scritta e composta nel 1932 dal duo Giovanni D'Anzi e Alfredo Bracchi.

## La canzone
D'Anzi e Bracchi scrissero il brano con il loro tradizionale stile ironico e ammiccante, componendo una dichiarazione d'amore per la donna milanese, il suo modo di essere, di amare, camminare, baciare e cantare.
La canzone prende anche in giro le donne francesi in quanto D'Anzi ha potuto fare il confronto con le milanesi, dopo aver vissuto a Parigi per un periodo della sua vita.